# 후지가야 타이스케
후지가야 타이스케(일본어: 藤ヶ谷 太輔, 1987년 6월 25일 ~ )는 일본의 가수, 배우이며, 남성 아이돌 그룹·Kis-My-Ft2의 멤버이다.
가나가와현 출신. STARTO ENTERTAINMENT 소속. 2011년 메이카이대학 경제학부 졸업.

## 약력
1998년 11월 8일 쟈니스 사무소 입소.

쟈니즈 Jr.로서 활동하고 있던 2003년, 아라시의 콘서트에서 백 멤버로 선택되었던 것을 계기로 〈감동을 주는 인간이 되고 싶다〉라고 생각하게 되었다고 후에 말하고 있다.
2011년 2월 12일, 동년 여름에 Kis-My-Ft2로서 CD 데뷔하는 것이 콘서트(Kis-My-Ft니 아에루de Show vol.3 at 국립 요요기 경기장 제1체육관)에서 발표되었다.
2011년 8월 10일, Kis-My-Ft2로서 〈Everybody Go〉로 CD 데뷔.

## 출연
※그룹으로의 출연은 Kis-My-Ft2를 참조. 개인으로의 출연만 기재.

### 드라마
- 무서운 일요일 친구 J군 (1999년 8월 8일, 닛폰 TV) - J군 역
- 시모키타 선데이즈 (2006년 7월 ~ 9월, TV 아사히) - 사토 아라타 역
- 백호대 (2007년 1월 6일·7일, TV 아사히) - 이토 마타하치 역
- 미사키 넘버 원!! (2011년 1월 ~ 3월, 닛폰 TV) - 쿠조 카즈마 역
- 월요 골든 미식 카메라맨 호시이 유의 사건부2 (2011년 4월 25일, TBS) - 호조 히카루 역
- 미남이시네요 (2011년 7월 ~ 9월, TBS) - 후지시로 슈 역
- 이상의 아들 (2012년 1월 ~ 3월, 닛폰 TV) - 미후네 켄고 역
- 시니카레 (2012년 5월 ~ 8월, NOTTV) - 주연·키사라기 마사키 역
- 비기너즈! (2012년 7월 ~ 9월, TBS) - 주연·시무라 텟페이 역
- PRICELESS~있을 리 없잖아, 그런 거!~ (2012년 10월 ~ 12월, 후지 TV) - 에노모토 코타로 역
- 가면 티처 (2013년 7월 ~ 9월, 닛폰 TV) - 주연·아라키 고우타 역
  - 금요 로드 쇼 가면 티처 과외 수업 SP (2014년 2월 14일)
- 정말로 있었던 무서운 이야기 〈X 호스피털〉 (2013년 8월 17일, 후지 TV) - 주연·사사키 나오키 역
- 독신 귀족 (2013년 10월 ~ 12월, 후지 TV) - 카와고에 유타 역
- 노부나가 콘체르토 (2014년 10월 ~ 12월, 후지 TV) - 마에다 이누치요 역
- 헤이세이 부사이쿠 샐러리맨 제1화 (2014년 10월 18일, 닛폰 TV) - 파쿠파쿠 제과 CM 탤런트 역
- MARS~다만, 널 사랑하고 있어~ (2016년 1월 ~ 3월, 닛폰 TV) - 주연·카시노 역
- 농구도 사랑도, 하고 싶어 (2016년 9월 19일 ~ 21일, 후지 TV) - 주연·츠치야 역
- 사쿠라코씨의 발밑에는 시체가 묻혀 있다 (2017년 4월 ~ 6월, 후지 TV) - 타테와키 쇼타로 역

### 영화
- 극장판 가면 티처 (2014년 2월 22일, 쇼게이트) - 주연·아라키 고우타 역
- 극장판 노부나가 콘체르토 (2016년 1월 23일, 토호) - 마에다 이누치요 역
- MARS~다만, 널 사랑하고 있어~ (2016년 6월 18일, 쇼게이트) - 주연·카시노 역

### 버라이어티
- 백식~백가지로 아는 한가지 지식~ (2006년 10월 ~ 2007년 3월, 후지 TV)
- 백식 (2007년 4월 ~ 2007년 9월, 후지 TV)
- 백식왕 (2008년 4월 ~ 2013년 9월, 후지 TV)
- J's 티처 Kis-My-Ft2 후지가야 타이스케 극동 러시아를 가다 (2013년 10월 7일 ~ 12월 23일, 닛폰 TV)

### 무대
- 타키사와 연무성 (2006년 3월 7일 ~ 4월 25일, 신바시 연무장) - 사토 츠구노부 역
- One! -the history of Tackey- (2006년 9월 5일 ~ 28일, 닛세이 극장)
- 타키자와 연무성 2007 (2007년 7월 3일 ~ 29일, 신바시 연무장) - 무사시보 벤케이 역
- Dream Boys (2006년·2007년·2008년, 제국 극장)
- World's Wing 츠바사 Premium 2007 (2007년 10월 3일 ~ 28일, 닛세이 극장)
- 타키자와 연무성 '08 목숨(LOVE) (2008년 4월 2일 ~ 27일, 신바시 연무장) - 무사시보 벤케이 역
- Johnny's Theater "SUMMARY" (2008년, 오다이바 특설 회장)
- 신춘 타키자와 혁명 (2009년, 제국 극장)
- 타키자와 연무성 '09 타키&Lucky LOVE (2009년 3월 29일 ~ 4월 26일, 신바시 연무장) - 무사시보 벤케이 역
- PLAYZONE 2009 ~태양으로부터의 편지~ (2009년, 아오야마 극장) - 주연·후지가야 타이스케 역
- 신춘 타키자와 혁명 (2010년 1월 1일 ~ 2월 5일, 제국 극장) - 후지가야 타이스케 역
- 신춘 인생극 (2010년 1월 8일 ~ 2월 6일, 제국 극장) - 후지가야 타이스케 역
- 소년들~창살 없는 감옥~ (2010년 9월 3일 ~ 9월 26일, 닛세이 극장) - 후지가야 타이스케 역
- 콜트 거버먼트 (2014년 5월 11일 ~ 6월 22일)
- TAKE FIVE (2015년 5월 13일 ~ 21일, 아카사카 ACT시어터 , 5월 28일 ~ 31일 오사카 우메다 예술극장) - 호무라 마모루 역
- TAKE FIVE2 (2016년 5월 4일 ~ 25일, 아카사카 ACT시어터) - 호무라 마모루 역
- 쟈니스 올스타즈 아일랜드 (2016년 12월 3일~ 30일, 제국 극장)

## 솔로곡
- Think u x. - Kis-My-Ft2의 DVD 《Kis-My-Ft니 아에루de Show vol.3 at 국립 요요기 제1체육관 2011.2.12》에 수록. Kis-My-Ft2의 세컨드 앨범 《Good 가자!》의 특전 CD 〈Kis-My-Zero 3〉에 수록. 후지가야 작사.
- Love meee - Kis-My-Ft2의 앨범 《Kis-My-1st》에 수록. 후지가야 작사.
- MARIA - 후지가야 랩 작사.
- REAL7 - 원래는 KAT-TUN의 멤버·타나카 코키의 솔로곡으로, A멜로디를 후지가야가 작사해, 〈더 소년구락부〉에서 피로했다. B멜로디 이후는, 코키의, 오리지널.
- xLunaSx - Kis-My-Ft2의 세컨드 앨범 《Good 가자!》에 수록.
- LU4E - Kis-My-Ft2의 서드 앨범 《Kis-My-Journey》에 수록.
- You're Liar♡ - Kis-My-Ft2의 다섯번째 앨범 《I SCREAM＜完全生産限定 4cups盤＞》에 수록.
- Life is Beautiful ～大切なあなたへ～ - Kis-My-Ft2의 여섯번째 앨범 《MUSIC COLOSSEUM》 (통상반)에 수록.